# Julia Traslieva
Julia Traslieva (en búlgaro, Юлия Трашлиева) (Moscú, Rusia, Unión Soviética; 3 de febrero de 1936-8 de mayo de 2024) fue una gimnasta de la disciplina gimnasia rítmica y entrenadora búlgara. 

## Trayectoria
Obtuvo varias medallas nacionales e internacionales en competiciones de gimnasia rítmica en la década de los años 60.
En el primer campeonato de mundo de gimnasia rítmica, celebrado en Budapest en 1963 obtuvo la medalla de bronce del concurso completo y también en el ejercicio libre con aparatos.
Tras su retirada de la élite pasó a ser entrenadora del conjunto nacional de Bulgaria que, en 1967, en el campeonato del mundo celebrado en Copenhague obtuvo la mayor puntuación pero sufrió una penalización porque las medidas de los aros no se ajustaban a lo establecido, por lo que fue relegado a la medalla de bronce. También dirigió el conjunto de su país en los campeonatos del mundo de Varna 1969, donde el conjunto obtuvo la medalla de oro y en Róterdam 1973, donde obtuvo la quinta posición.